# Regeringsformatie België 1927
Na de val van de regering-Jaspar I op 21 november 1927 ging de formatie van een nieuwe Belgische regering van start. De formatie, die twee dagen duurde, leidde tot de vorming van de regering-Jaspar II.

## Verloop van de formatie

### Aanloop naar de formatie
Sinds mei 1926 was de regering-Jaspar I in functie, een tripartite bestaande uit de Katholieke Unie, de socialistische BWP-POB en de Liberale Partij. Op 21 november 1927 dienden de socialistische ministers Emile Vandervelde (Buitenlandse Zaken), Edward Anseele (Spoorwegen),  Joseph Wauters (Arbeid, Nijverheid en Maatschappelijke Voorzorg) en Camille Huysmans (Kunsten en Wetenschappen) hun ontslag in omdat ze het oneens waren met de legerhervorming die minister van Landsverdediging Charles de Broqueville (Katholieke Unie) wilde doorvoeren, waarin de door de socialisten geëiste vermindering van de verplichte legerdienst tot zes maanden niet was opgenomen. Als gevolg hiervan diende premier Henri Jaspar (Katholieke Unie) dezelfde dag nog het ontslag van de regering in bij koning Albert I.

### Formateur Henri Jaspar (22 november - 23 november 1927)

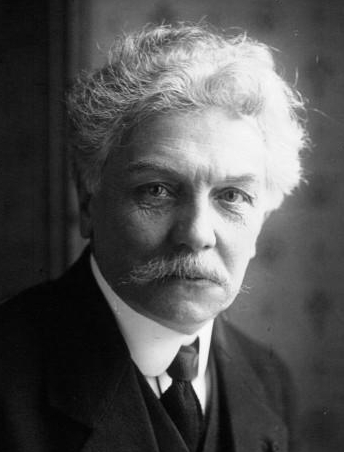
Henri Jaspar.

De volgende dag had de koning een onderhoud met Kamervoorzitter Emile Brunet, waarna hij premier Jaspar opnieuw ontbood om hem te vragen om een nieuwe regering samen te stellen. Jaspar aanvaardde de opdracht en vatte meteen onderhandelingen aan om een katholiek-liberale regering op de been te brengen. Hij ontving achtereenvolgens minister van Justitie Paul Hymans (liberaal), voormalig minister Jules Renkin (katholiek), senator Maurice August Lippens (liberaal), de liberale Kamerfractieleider Maurice Lemonnier, voormalig minister Paul-Emile Janson (liberaal) en minister van Landbouw Henri Baels (katholiek). Daarnaast ontving hij een delegatie van de christendemocratische katholieken bestaande uit Hendrik Heyman, Hendrik Marck, Sébastien Winandy en Fernand Mathieu om te onderhandelen over een oplossing voor de legerhervorming, waar zij net als de socialisten bezwaren tegen hadden, en hun voorwaarden om toe te treden tot een regering. De christendemocratische vleugel van de Katholieke Unie was immers niet vertegenwoordigd in de vorige regering. Tijdens deze vergadering besloten de christendemocraten hun medewerking te verlenen aan de nieuwe regering, waardoor de regeringscrisis was opgelost. 
Vervolgens legde formateur Jaspar aan de koning de samenstelling van de regering-Jaspar II voor, waarvoor de vorst zijn toestemming verleende. Deze regering telde net als de vorige tien ministers. De socialistische ministers Vandervelde, Anseele, Wauters en Huysmans werden opgevolgd door respectievelijk minister van Justitie Paul Hymans (liberaal), Maurice August Lippens (liberaal), het christendemocratische Kamerlid Hendrik Heyman en minister van Binnenlandse Zaken Maurice Vauthier (liberaal). Hymans en Vauthier werden op hun vorige ministeries opgevolgd door respectievelijk voormalig minister Paul-Emile Janson (liberaal) en de christendemocratische senator Albert Carnoy. De nieuwe ministers in de regering legden de dag nadien de eed af in handen van de koning.
Op 29 november 1927 werd in de Kamer en de Senaat de regeerverklaring voorgelezen door respectievelijk Henri Jaspar en Paul Hymans. De speerpunten hiervan waren:
- voortzetting van het buitenlands beleid van internationale samenwerking en vrede.
- voortzetting van het financiële herstelbeleid dat door de vorige regering was begonnen.
- vermindering van de staatsuitgaven om de begroting in evenwicht te brengen.
- oprichting van een gemengde commissie van parlementsleden en militairen die zich zou buigen over de hervorming van het leger, de duur van de diensttijd en de taalregeling in het leger.
- verdere uitvoering van grote openbare werken om de Belgische infrastructuur te moderniseren.
- moderniseren van de landbouw
- handhaving van de sociale wetgeving

Op 1 december 1927 gaf de Kamer haar vertrouwen aan de regering, op 13 december dat jaar deed de Senaat hetzelfde.
1919 · 1920 · 1921 · 1923 · 1924 · 1925 · 1926 · 1927 · 1929 · 1931 · mei 1932 · okt. 1932 · dec. 1932 · jun. 1934 · nov. 1934 · 1935 · 1936 · 1937 · 1938 ·  feb. 1939 · apr. 1939 · 1940 · 1944 · 1945 · feb-mrt 1946 · jul-aug 1946 · 1947 · 1948 · 1949 · jun 1950 · aug 1950 · 1952 · 1954 · jun. 1958 · nov. 1958 · 1961 · 1965 · 1966 · 1968 · 1971/72  · 1972/73 · 1974 · 1977 · 1978 · 1978/79 · apr.-mei 1980 · okt. 1980 · apr. 1981 · nov.-dec. 1981 · 1985 · oktober 1987 · 1987/88 · 1991/92 · 1995 · 1999 · 2003 · 2007 · 2008 · 2010/11 · 2014 · 2019/20 · 2024/25